# Satchelliella cubitospinosa
Satchelliella cubitospinosa és una espècie d'insecte dípter pertanyent a la família dels psicòdids que es troba a Europa (incloent-hi França, Itàlia, Suïssa, Alemanya, Lituània i Dinamarca).